# Accademia agraria in Pesaro
L'Accademia agraria in Pesaro , fondata nel 1828, ha per scopo "la divulgazione delle scienze applicate allo sviluppo agricolo, forestale e relative tecnologie, alla sicurezza alimentare e sul lavoro, alla tutela ambientale nonché ha per scopo la formazione professionale" (tratto dallo Statuto modificato e approvato il 25 novembre 2013 nell'adunanza straordinaria del Corpo Accademico).

## Storia
L'idea di fondare in Pesaro una accademia agraria si deve ad alcuni dotti pesaresi, cultori di scienze naturali, quali: il marchese Antaldo Antaldi, il marchese Francesco Baldassini, il conte  Giuseppe Mamiani, il marchese Pietro Petrucci.

Papa Leone XII nel 1827, con bolla pontificia, concesse il necessario permesso con approvazione della Sacra congregazione degli studi.

Il suo primo statuto fu approvato il 12 giugno 1828 ed indica all'art.3 il fine dell'Accademia: "perfezionare e propagare l'agricoltura".

Nel 1831, sotto papa Gregorio XVI, l'Accademia venne temporaneamente disciolta per timore che fosse di ritrovo ai liberali ma, anche in quel periodo, gli accademici continuarono ad adunarsi.

Nel 1840, grazie ad un sussidio della provincia, l'Accademia aprì la scuola di agricoltura;
nel 1855 acquistò il podere modello Montegranaro sul colle Ardizio; nel 1870 istituì un campo sperimentale in un podere, concesso dalla casa Albani, presso la città.

Nel 1876 l'Accademia acquistò la splendida villa Caprile, attuale sede dell'istituto tecnico agrario "Cecchi", con l'annesso podere, dove istituì la colonia agraria.

## Attività
L'attività dell'Accademia comprende la promozione della ricerca scientifica e sperimentale, conferenze, lezioni, congressi, esposizioni, mostre, raccolta di documentazione.

Pubblica le Esercitazioni dell'Accademia agraria in Pesaro.

## Ubicazione
L'Accademia ha sede a Pesaro in via Mazza n. 9.